# Eleanor Columbus
Eleanor Patricia Columbus, ameriška filmska igralka, *12. oktober 1989. Njena najslavnejša vloga je vloga Susan Bones v filmih o Harryju Potterju.

## Biografija

### Zgodnje in osebno življenje
Eleanor Patricia Columbus se je rodila 12. oktobra 1989. Vsekakor pa ni edina filmska zvezda v družini: njen oče je režiser Chris Columbus, njena mama pa igralka Monica Devereux. Njen dedek po mamini strani je igralec Clarke Devereux, njena babica po očetovi strani pa je igralka Irene Columbus. Je najstarejši otrok v družini: njeni sestri in brat, Isabella (roj. 1996), Violet (roj. 1994) in Brendan (roj. 1992) imajo nekaj manjših vlog v določenih filmih, vsi pa se pojavijo v filmih o Harryju Potterju.

### Kariera
Eleanor Columbus je svojo igralsko kariero začela leta 1992 v filmu Sam doma 2:Izgubljen v New Yorku, leta 1994 pa se pojavi v In Search of Dr. Seuss.
Leta 1995 jo lahko opazimo v Nine Months, leta 1998 v Stepmom, leta 2001 pa prvič zaigra Susan Bones v filmu Harry Potter in kamen modrosti. Naslednjič (in tudi zadnjič) se v tej vlogi pojavi leta 2002 v filmu Harry Potter in dvorana skrivnosti.
Leta 2005 se pojavi v filmu Rent.

## Filmografija
| Leto | Film                               | Vloga                         | Ostalo |
| ---- | ---------------------------------- | ----------------------------- | ------ |
| 1992 | Sam doma 2:Izgubljen v New Yorku   | Deklica v trgovini z igračami |        |
| 1994 | In Search of Dr. Seuss             | Hči                           |        |
| 1995 | Nine Months                        | Deklica v rožah               |        |
| 1998 | Stepmom                            | Deklica v šolski predstavi    |        |
| 2001 | Harry Potter in kamen modrosti     | Susan Bones                   |        |
| 2002 | Harry Potter in dvorana skrivnosti | Susan Bones                   |        |
| 2005 | Rent                               | Aprilina prijateljica         |        |